# 성남중앙공원
성남중앙공원(城南中央公園)은 경기도 성남시 분당구 수내동에 위치한 공원이다. 1994년 7월 31일에 개원했다.

## 개요

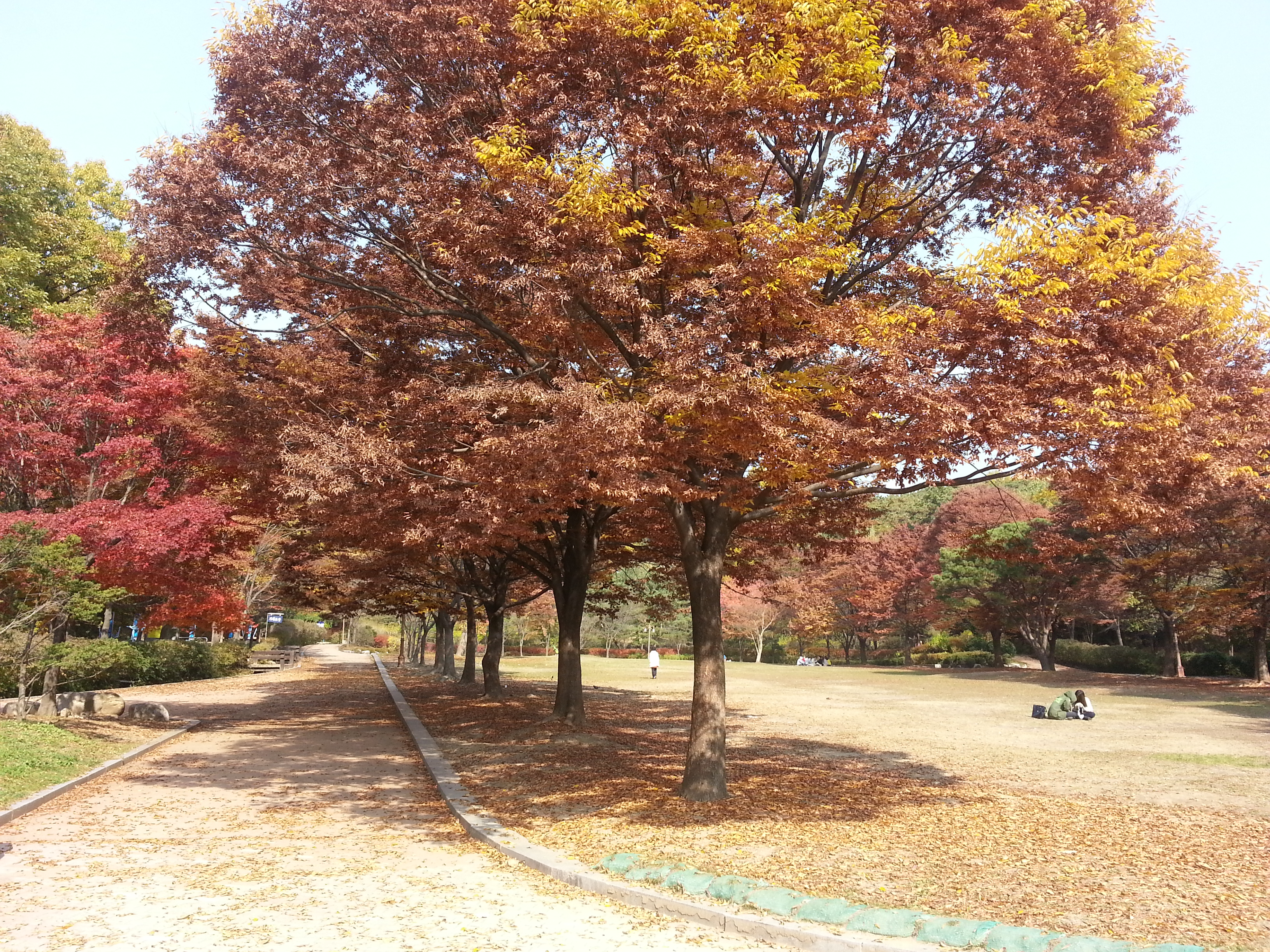

성남중앙공원은 높이 413.5m의 영장산(靈長山) 자락에 위치해 있으며 본래의 지형과 수림을 최대한 살리고 향토 수종을 새로 심어 자연스러운 경관을 연출하였다. 영화와 방송 물론 광고 촬영 장소로도 이름이 나 있으며, 일본과 타이완 등 국외에서도 견학을 온다고 한다. 시민이 쉽게 접근하여 이용할 수 있도록 공원 주변의 아파트단지와 연결된 육교 4개를 설치하였다. 육교는 계단이 없어 휠체어로도 통행할 수 있게 만들었으며 시각장애인용 점자블록도도 시설되어 있다. 유아를 동반한 이용자를 위하여 유모차를 대여하며 수유여성을 위한 모유 방까지 설치하였다.
호수와 분수·물레방아·잔디광장·상록수광장·역말 광장·황새울광장 등의 조경시설은 물론 배드민턴장과 게이트볼장·기체조장·종합체육시설 등 운동시설이 매우 많다. 이 중에 호수 분당호는 공원을 가로지르며 흐르는 분당천을 끌어들여 조성한 연못이다. 약 1만 2,500m² 넓이로 경주 안압지를 원형으로 하여 만들어 경관이 뛰어나다. 2개의 섬을 3개의 돌다리로 연결하고 있으며, 경복궁 경회루와 창덕궁 애련정을 원형으로 하여 지은 돌마각과 수내정도 명물이다.
교양시설로는 야외공연장과 무대·동물원 등이 있다. 야외공연장에서는 각종 문화행사와 공연이 열린다. 문화재로 지정된 수내동 가옥을 복원하였으며, 고인돌 정원도 조성되어 있다. 이중 수내동 가옥은 한산 이씨 종가이며, 고인돌 정원에는 성남시 곳곳에 있던 10기의 고인돌이 모여 있다. 이 밖에도 정자와 주차장·화장실·시계탑 등의 편의시설이 있다. 지하철 분당선 서현역에서 도보로 10분 거리에 있으며, 인근에 남한산성과 토지박물관 등이 있다.

## 한산이씨 문화유적

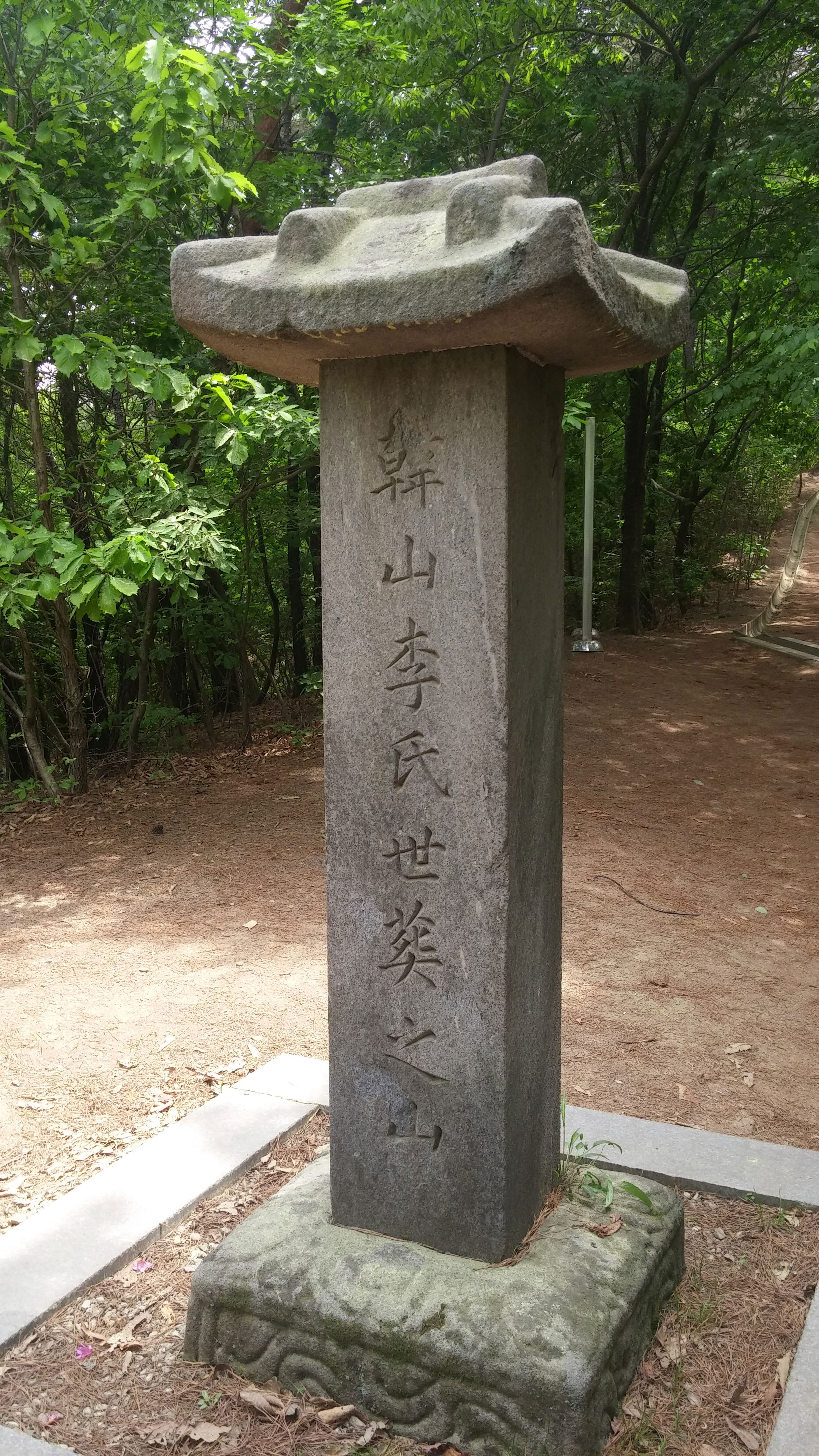
한산이씨 문화유적

성남중앙공원에 경기도 지정 문화재 기념물 제116호 묘역이 위치해 있다. 이 묘역은 500여년의 역사적 전통문화의 보존과 신도시와의 조화된 휴식공간 및 시민공원으로 쓰이고 있다. 조선 중기부터 후기에 걸쳐 조성된 유서 깊은 한산 이씨 세장산과 고려말 성리학의 태두 목은 이색의 후손들의 묘역이며 공신에게 내린 사패지이다. 1989년도 분당 신도시가 개발되면서 묘역 전체가 수용 당하기 직전에 학계 중심으로 애향민들과 문중원로들의 건의를 받아들이면서 문화재 보존지구로 지정되었다.
영장산 줄기를 따라 이진봉 내룡의 중앙인 정남향 묘역에는 토정 이지함의 조부로 봉화현감을 지내고 이조판서에 증직된 한원군 이장윤을 비롯한 한성군 이질, 부호군 이정, 한평군 이지숙, 부사직 이 지환, 아천 부원군 이증, 황해도 관찰사 이집의 묘가 있으며, 동남향에는 이증의 아들인 임진왜란 때 상주전투에서 순절한 충신 이경류와 증정부인 횡성 조씨의 묘 및 이경류의 애마총이 위치해 있다. 동북향에는 조선후기의 문신으로 이조판서에 추증되고 청백리로 녹선된 문청공 이병태의 묘와 삼품산소가 있다. '삼품산소'라는 이름이 붙여진 이유는 이협의 묘를 중심으로 삼대 묘가 품자형으로 배열되어 있기 때문이다. 서쪽에는 종친부 전부 이원, 부평부사 이오 및 처사 이한, 호조정랑 이병건, 군자감정 이산중의 묘가 위치해 있고, 남서향으로는 봉화공 이장윤, 이질, 이지숙 삼대의 유사를 기록한 한산이씨 삼세유사비, 이증 신도비, 이경류 정려비, 이정룡 신도비가 비각으로 보호되어 있다.
과거에 동, 서, 남, 북쪽 산자락에 한산이씨 세장산비가 세워져 있었는데 현재는 팔각정 하단의 등산로변으로 옮겨졌다. 한산이씨 묘산입수비는 사면비라고도 불리는데, 묘역의 사방에 각각 4기가 서 있다. 경기도 성남시 수내동 일원의 임야와 전답, 주거지 등의 대부분은 원래 한산이씨 소유였지만 신도시 개발계획으로 문화재 보존지역으로 지정되었고, 한산이씨 수내동 가옥은 조선시대 고가로 경기도 문화재 자료 제78호로 지정되었다. 이 곳은 경기지역 살림집의 한 모습을 잘 반영하고 있다고 한다. 임야와 주거지는 시민휴식공간과 공연장, 감상공간으로 쓰이고 있다.

## 특징
- 분당구 중심에 기존지형과 수림대를 최대로 보존한 자연형 근린공원
- 능선을 따라 등산로를 개설하고 분당 천변에 산책로를 조성한 산책위주 공원
- 각종 문화행사를 할 수 있는 야외공연장시설과 대규모 잔디광장 조성
- 전통양식의 건축물과 연못 및 분당 천에 전통교량을 배치 한국적 전통미 계승
- 지석묘와 수내가옥 등 지방문화재를 원형 보존
- 주차면 : 134면(휴일 : 674면 - 갓길주차허용)

## 시설
공원은 주차장(2개소 94면), 자판기(6대), 공중전화(6대), 화장실(5동), 음수대(7개), 약수터(1개소), 시계탑(3개소), 자전거보관소(11개소)를 보유하고 있다. 체육시설은 기체조장(1개소 200m²), 종합체육시설(1개소 400m²), 배드민턴장(4개소 18면), 게이트볼장(1개소 1면)이 있고, 유희시설은 연못, 잔디광장, 분수, 물래방아, 정자, 그리고 야외공연장이 있다.

## 갤러리

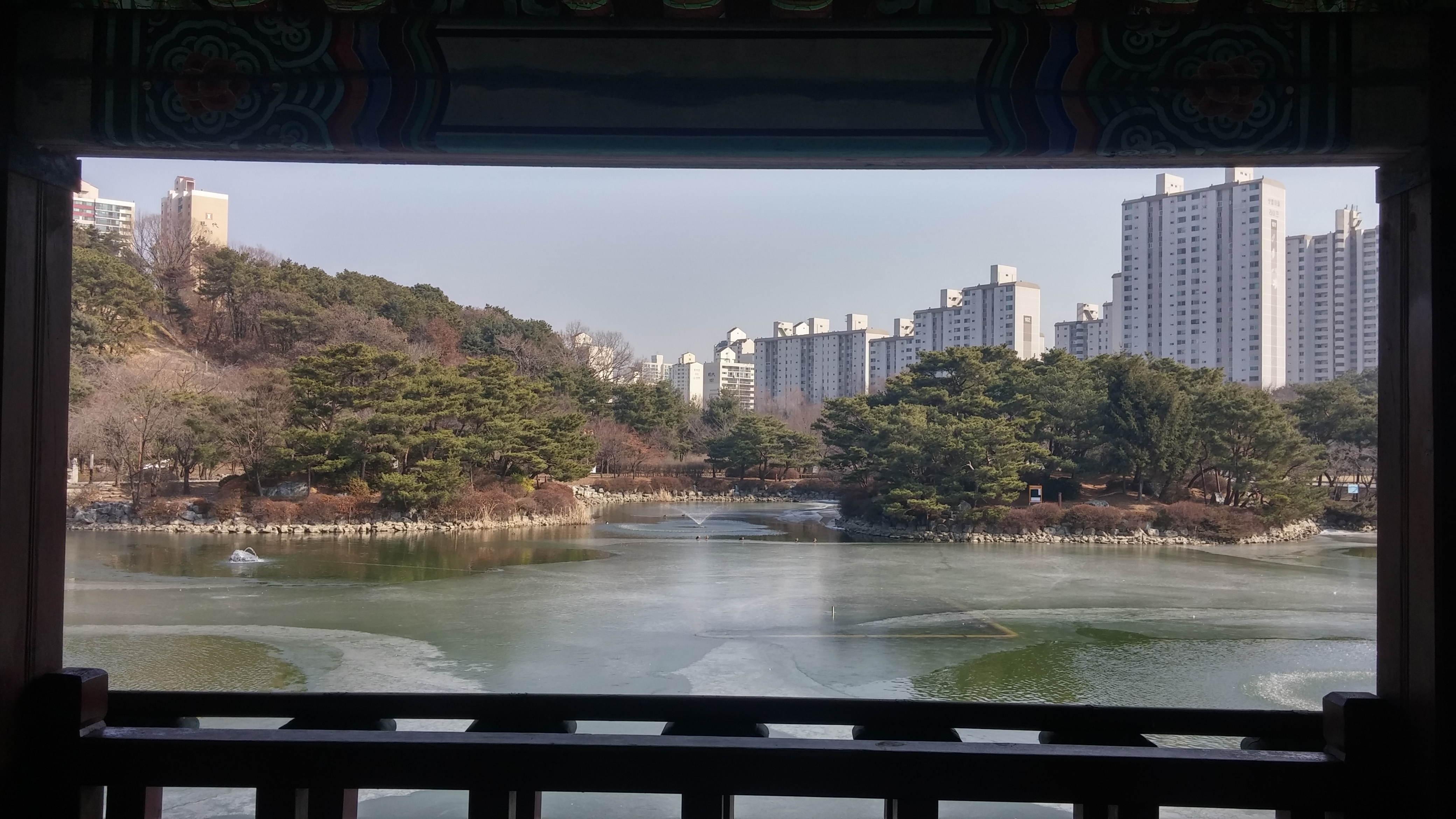
성남중앙공원 전경
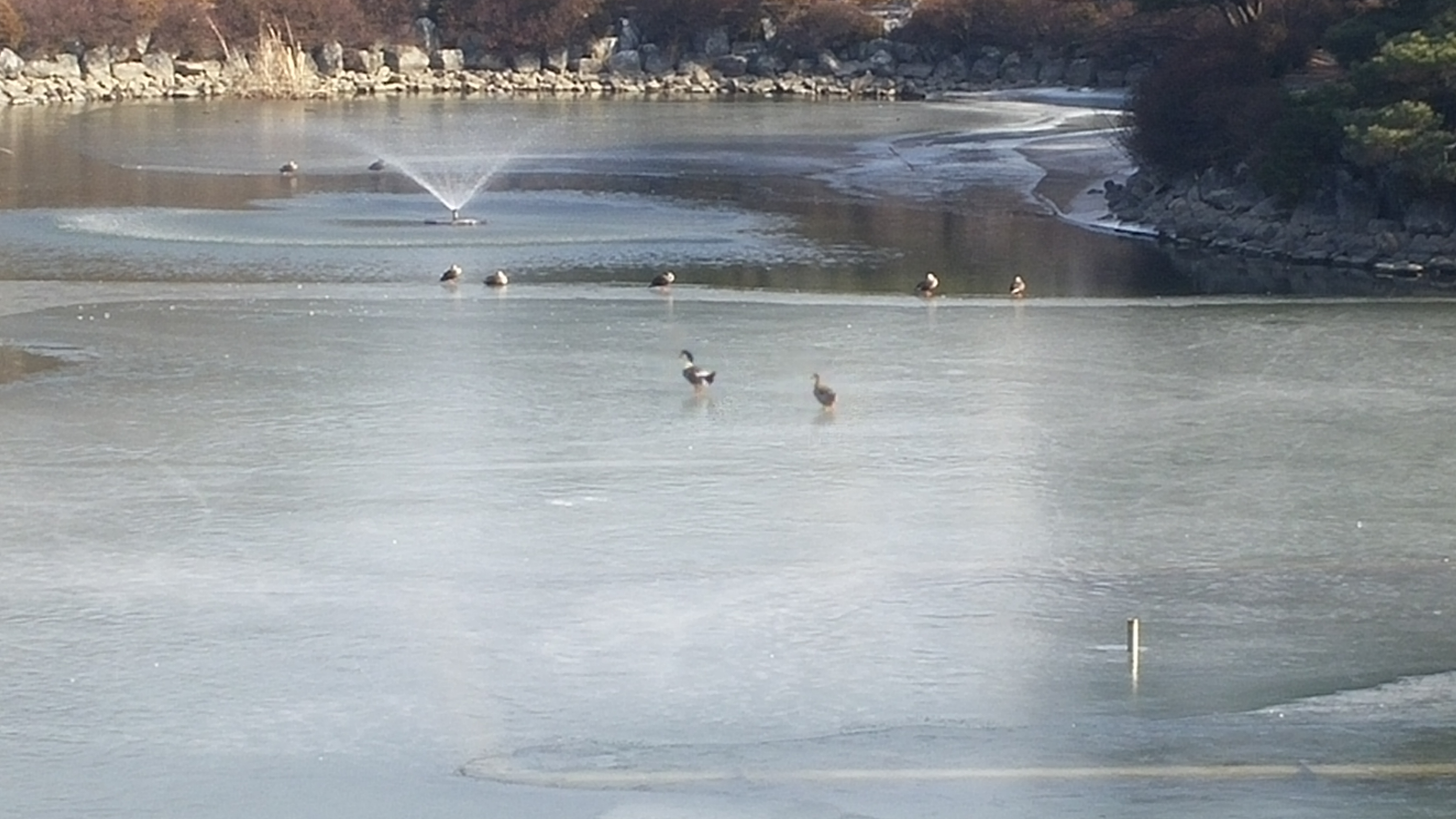
성남중앙공원 분수
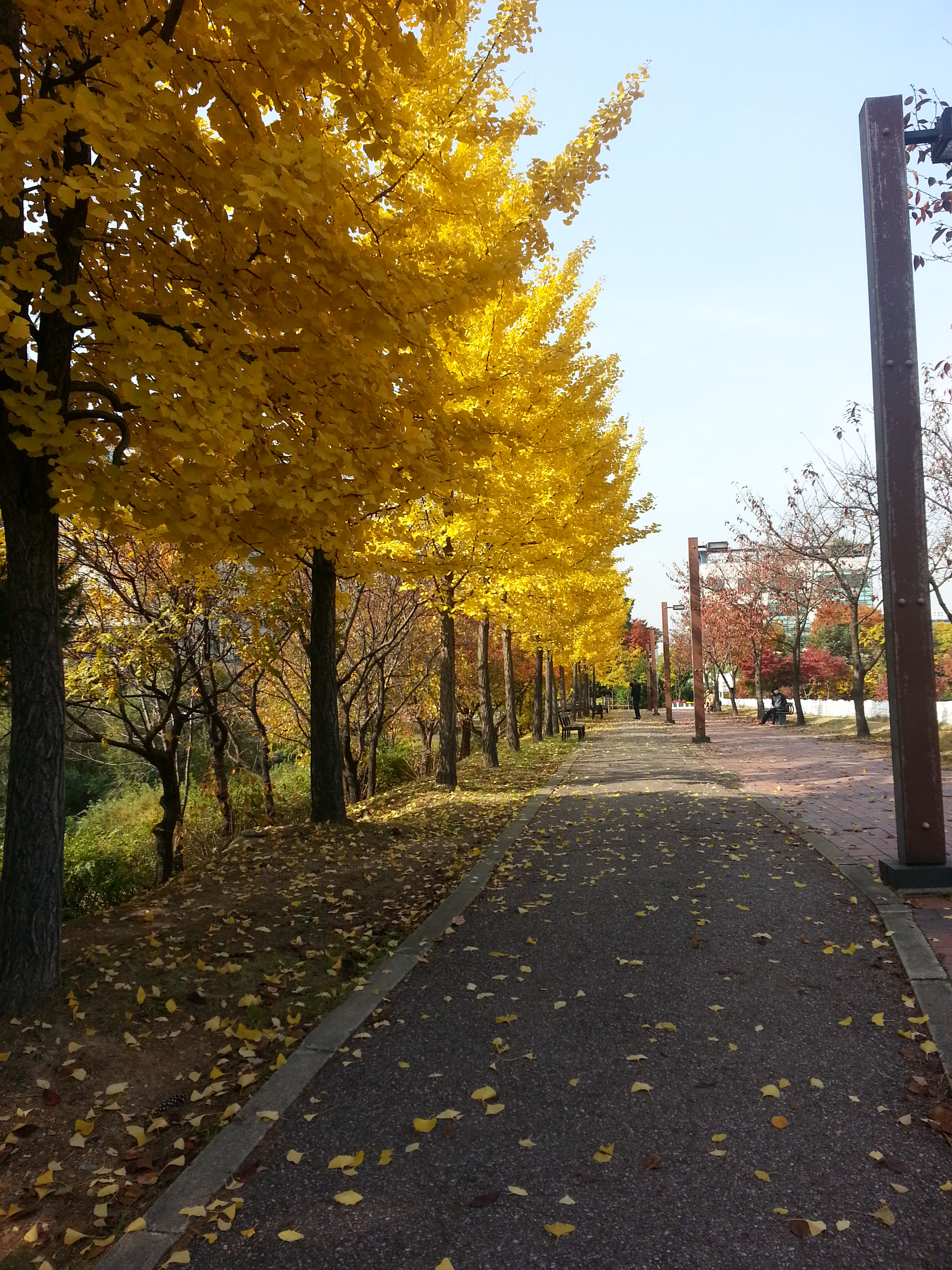
성남중앙공원 가을 길
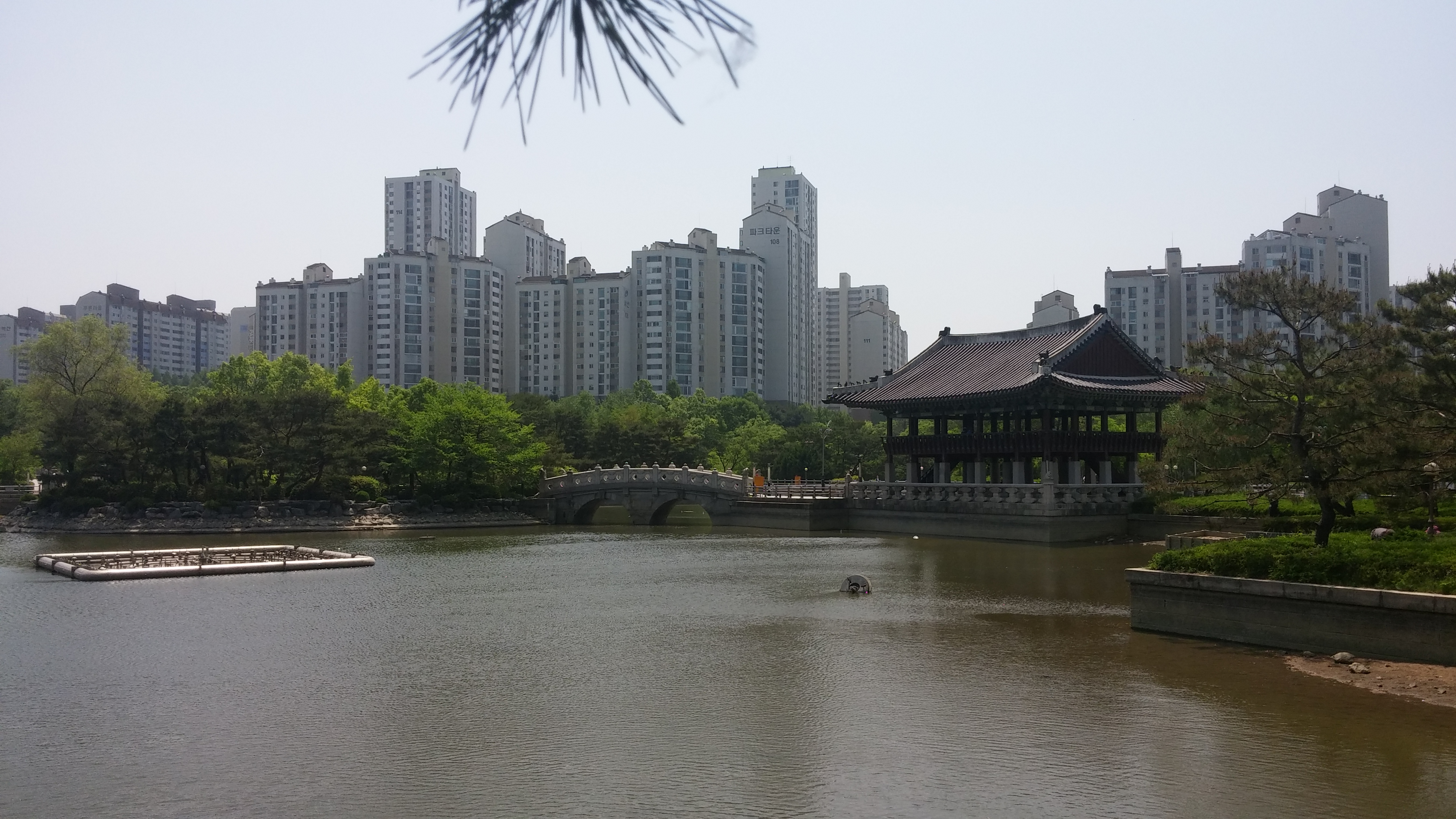
성남중앙공원 호수
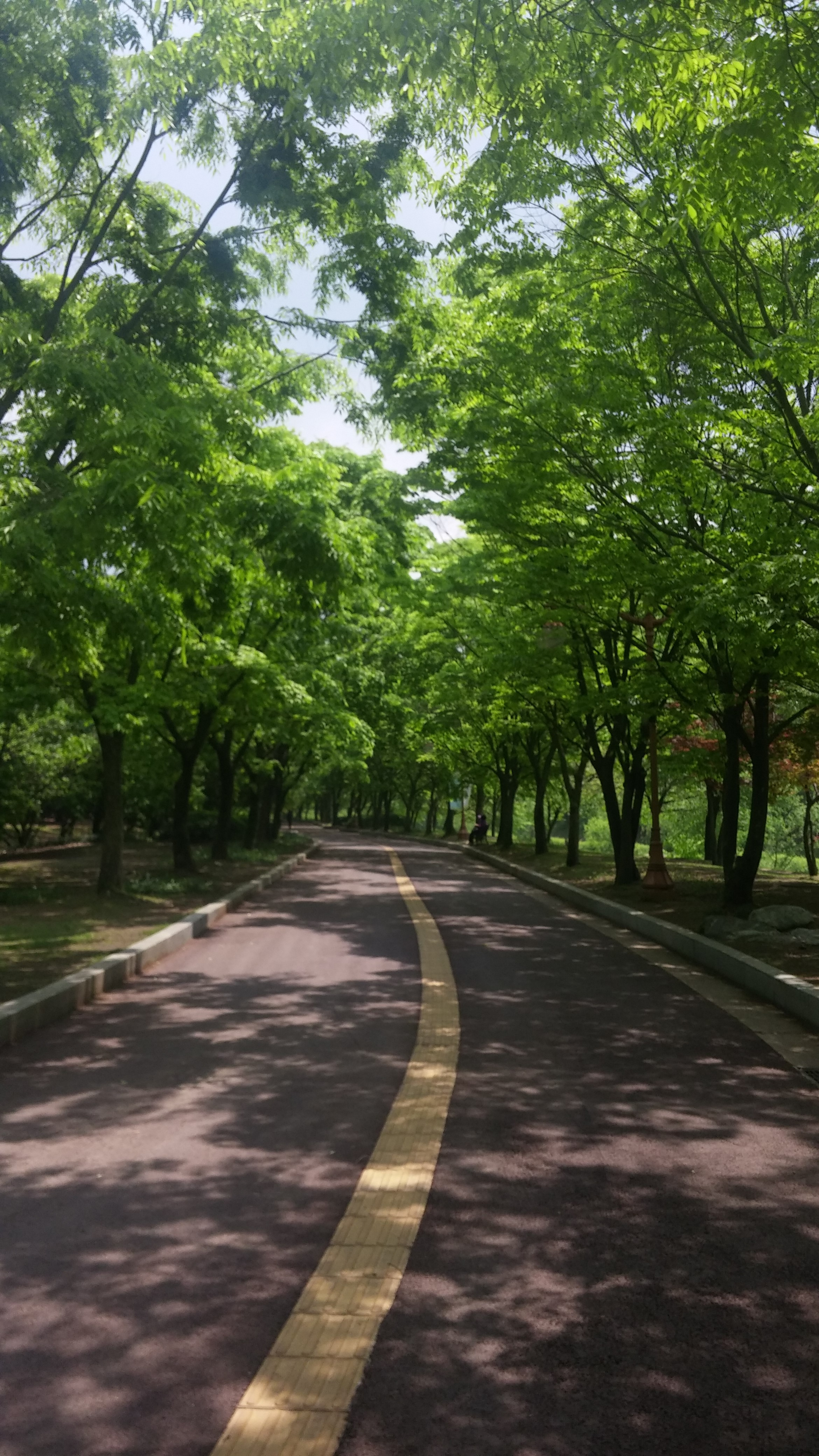
성남중앙공원 길
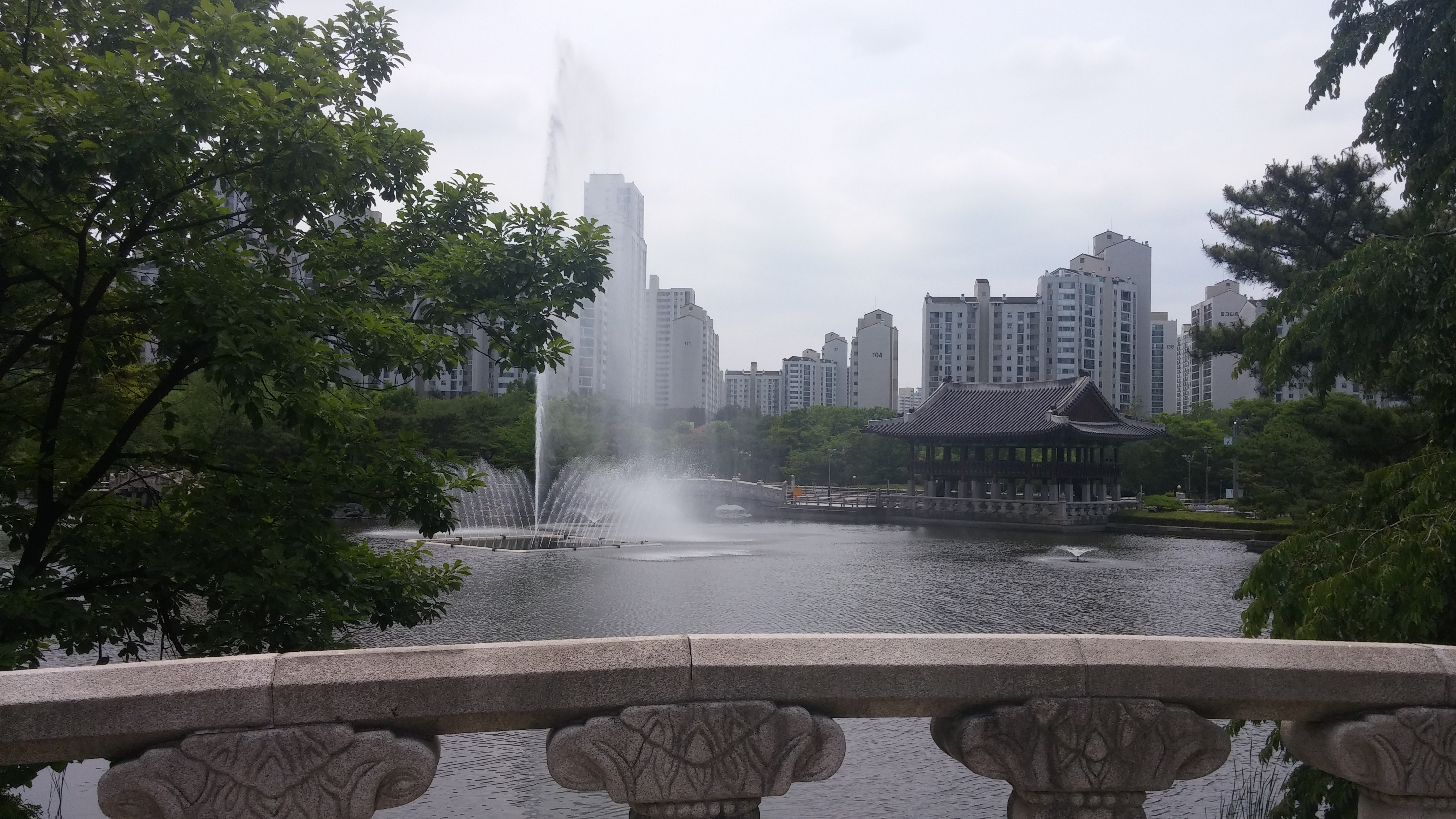
성남중앙공원 분수 (여름)
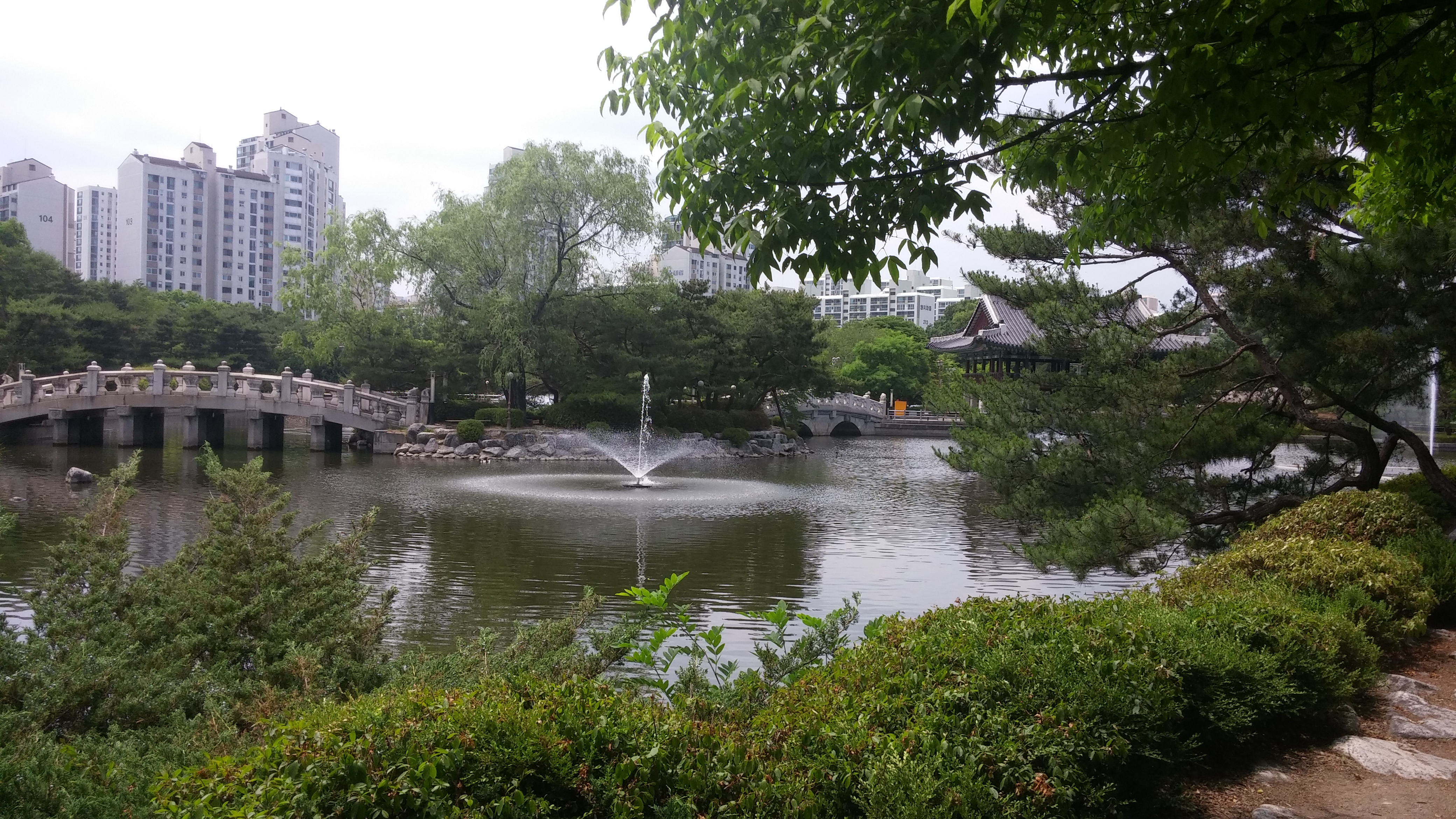
성남중앙공원 호수 (여름)
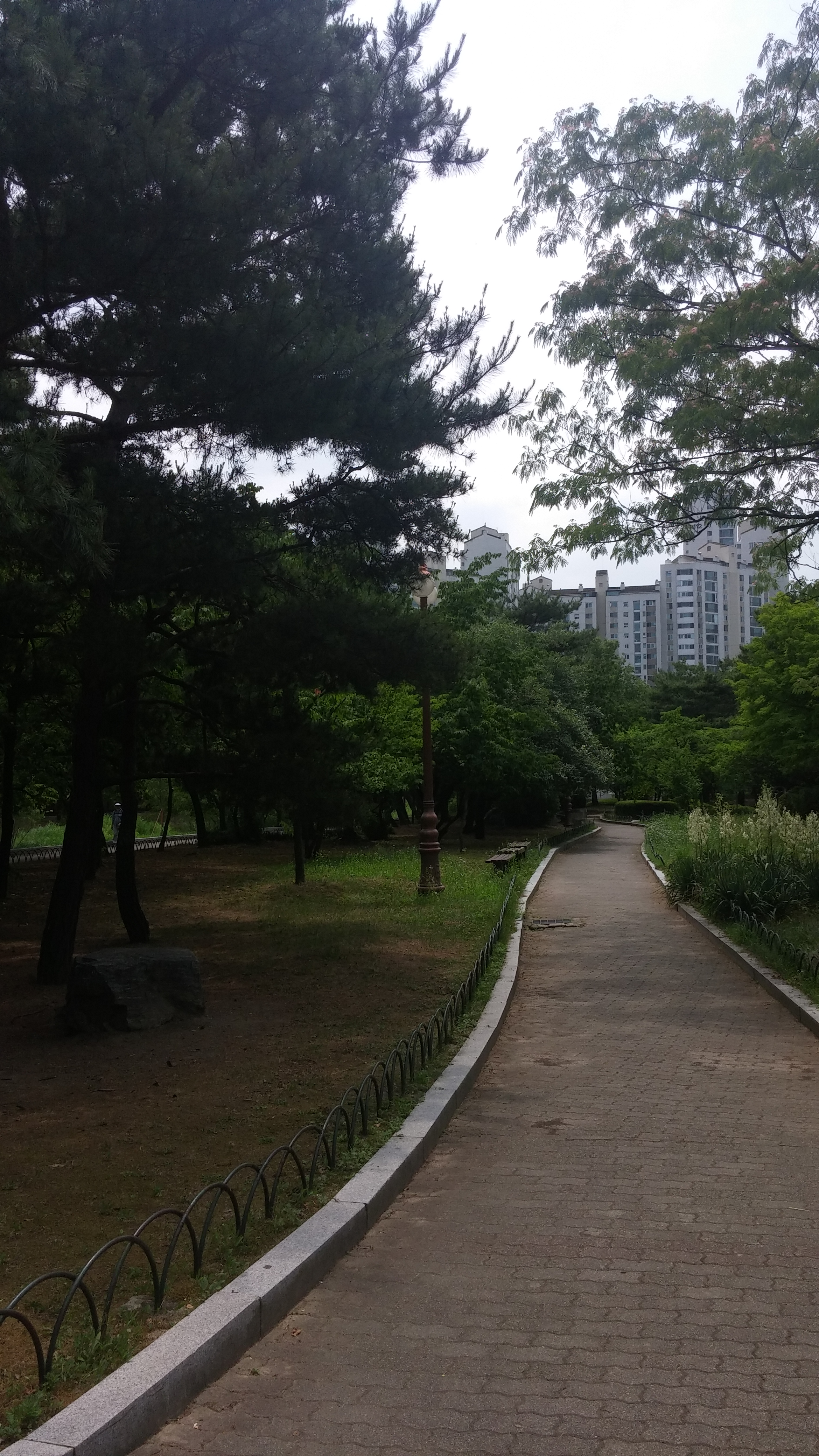
성남중앙공원 여름 길
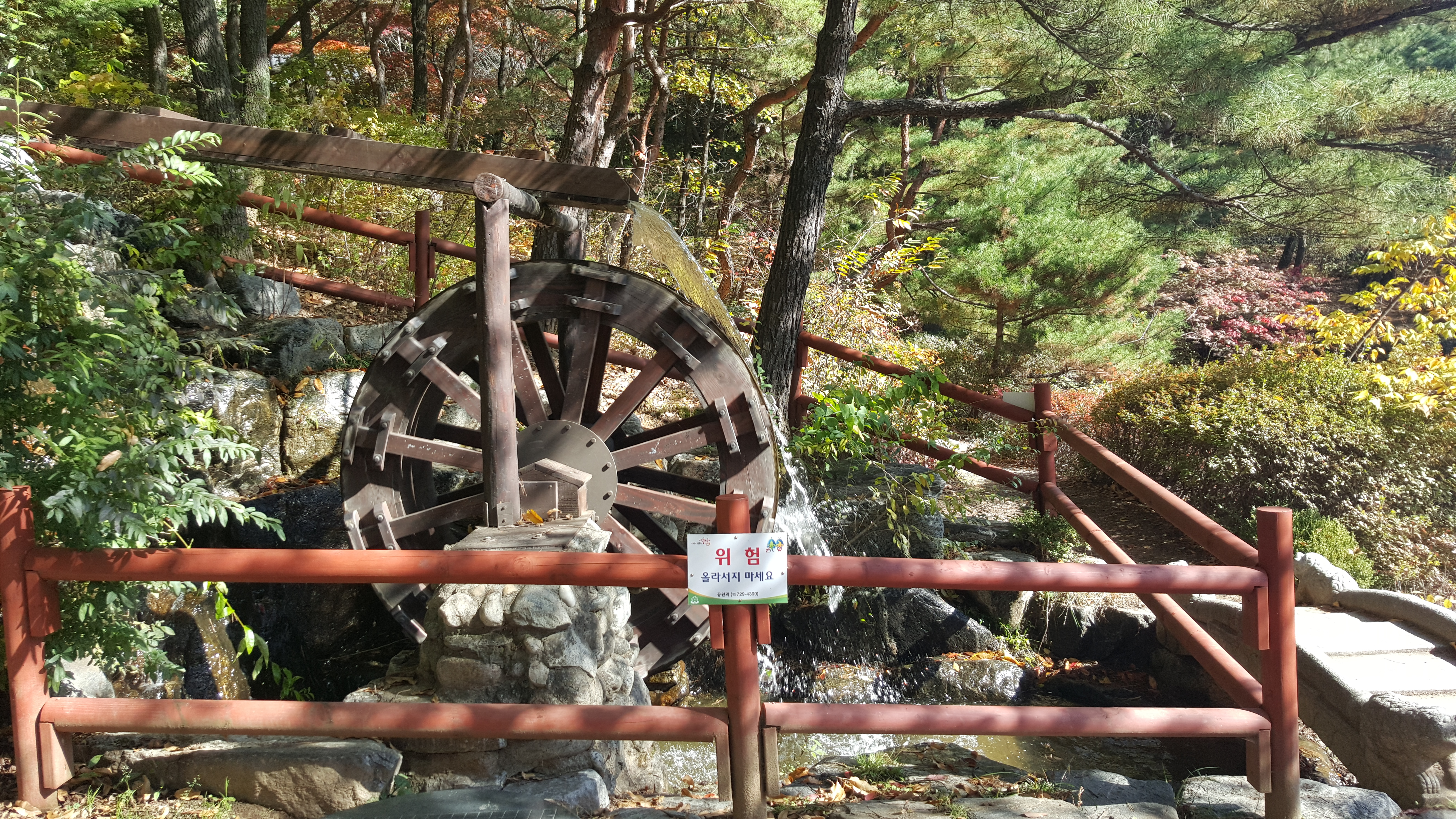
성남중앙공원 물레

### 파노라마

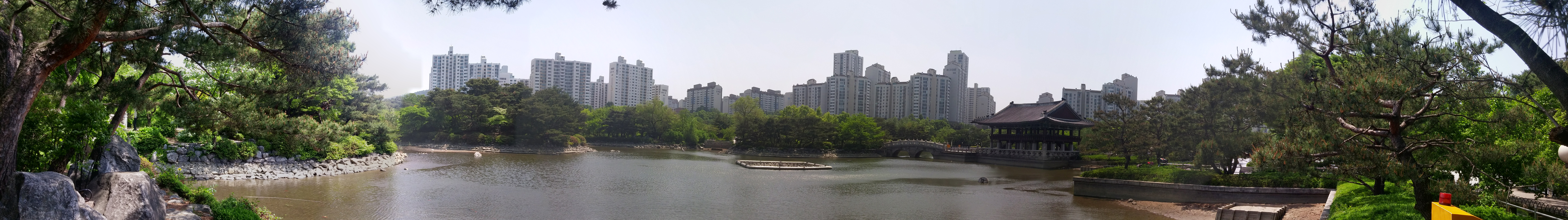
성남중앙공원 파노라마

## 같이 보기
- 일산 호수공원
- 율동공원
- 천안 단대호수공원